# Velia
För andra betydelser, se Velia (olika betydelser).

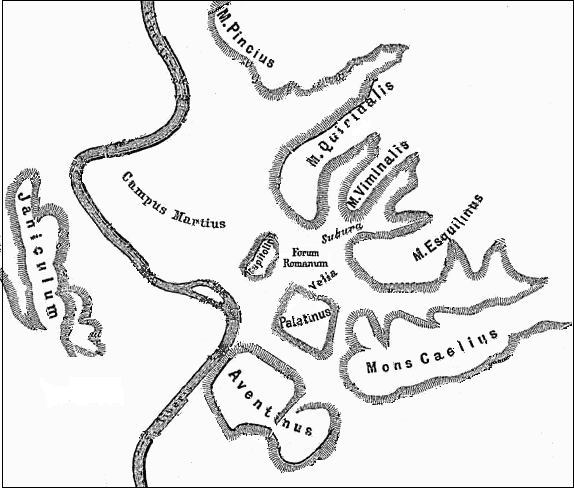
Velia i mitten på kartan.

Velia är en av Roms kullar, belägen mellan Palatinen och Esquilinen i Rionet Monti, alternativt beskriven som den nordöstligaste delen av Palatinen.
Velia var utgångspunkt för Via Sacra.